# Katarina Gustavsdotter Vasa

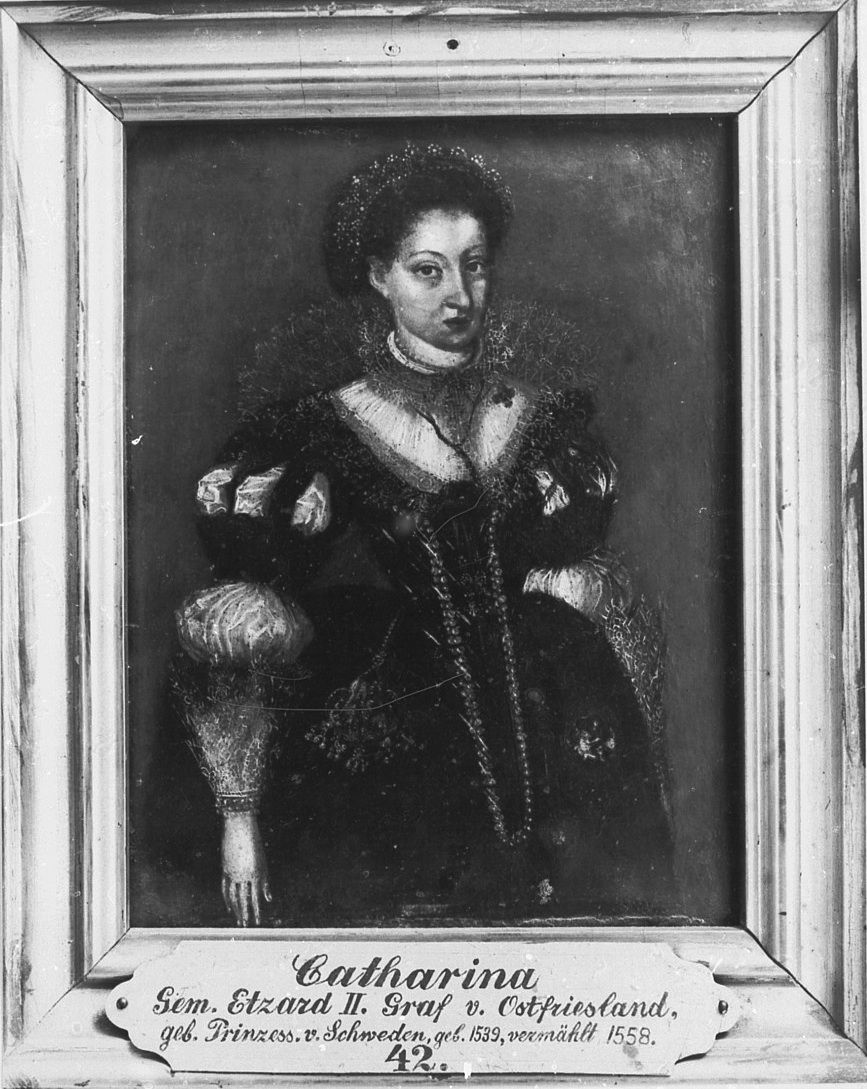
Katarina i ett senare porträtt.

Katarina Vasa, född 6 juni 1539 i Stockholm, död 21 december 1610 i Berum, Ostfriesland, var en svensk prinsessa, dotter till kung Gustav Vasa och drottning Margareta Leijonhufvud. Hon var politiskt aktiv i Ostfriesland som grevinna mellan 1561 och 1599. Mellan 1599 och 1610 regerade hon Berum och Norden, som egentligen endast skulle ha varit hennes livgeding, som autonom länstagare.

## Biografi

### Bakgrund
Katarina blev under sin uppväxt omhändertagen av personalen i den så kallade "Barnastugan", där Birgitta Lass Andersson, den adliga änkan Ingrid Amundsdotter och moderns fränka "Jungfru Margareta" uppges ha haft det dagliga ansvaret, medan mormodern Ebba Eriksdotter (Vasa) åtminstone under föräldrarnas frånvaro hade det överordnade ansvaret. Medan det finns efterlämnade beskrivningar av hennes bröders undervisning, finns det endast indirekta upplysningar om Gustav Vasas döttrars bildning. Som prinsessor under renässansen var deras roll att gynna sitt hemland utomlands som ambassadörer och diplomater genom att ingå dynastiska äktenskap, och Katarina bör liksom sina systrar ha fått lära sig att tala tyska, sköta ett hushåll, dansa och spela musik och uppträda i offentliga sammanhang. 
Efter moderns död 1551 placerades hon under vård av Kristina Gyllenstierna och därefter sina mostrar Kung Märta och Brita Eriksdotter Leijonhufvud innan fadern gifte om sig med Katarina Stenbock. 
År 1556 fick Katarina, liksom sina systrar, sitt porträtt målat, dikter som hyllades hennes dygder skrivna av hovpoeten Henricus Mollerus och försågs med en hemgift på 100.000 daler för att lanseras på den politiska äktenskapsmarknaden. Redan i Brömsebro 1541 hade det framlagts förslag på att hon skulle gifta sig med Danmarks tronföljare, men förslaget hade aldrig realiserats. 
Katarina gifte sig med greve Edzard II av Ostfriesland (24 juni 1532–1 september 1599). Äktenskapet mellan Katarina och Edzard arrangerades av politiska skäl. Ostfriesland var en strategisk allierad mot Danmark. Hamnstaden i Ostfriesland, Emden, var en viktig handelsstad som konkurrerade med Lübeck, och ett handelstraktat skulle bryta Hansans makt över den svenska handeln. Gustav Vasa sände 1556 ett sändebud till Ostfriesland med erbjudande om handelstraktat och en äktenskapsallians. Sändebudet medförde ett porträtt av Katarina. Handelstraktatet slöts 1557, och det beslöts att Edzard året därpå skulle resa till Sverige för att slutföra äktenskapsförhandlingarna.
I juli 1558 anlände Edzard till Stockholm. Han fick möta både Katarina och hennes syster Cecilia och valde ut Katarina. Förhandlingarna handlade bland annat om att Gustav Vasa förgäves ville förhindra att Edzards mor genomförde delningen av Ostfriesland mellan sina söner. Den 12 augusti 1558 undertecknades trolovningen. Katarina försäkrades ett underhåll, ett ståndsmässigt hov, livgedingen Berum och Norden som änkepension och en plats i en eventuell förmyndarregering om Edzard skulle avlida då deras arvtagare var omyndig. Edzard återvände till Sverige i augusti 1559, men bröllopet sköts upp flera gånger och det verkar som om Katarina själv arbetade på att skynda på förhandlingarna tills äktenskapskontraktet slutligen kunde undertecknas 29 september.
Bröllopet ägde rum den 1 oktober 1559 i Stockholm. I november 1559 begav sig brudparet från Stockholm för att resa till Ostfriesland. Med sig genom Sverige hade de ett större följe, med bland annat Katarinas yngre syster Cecilia Vasa och Edzards yngre bror Johan av Ostfriesland. Dessa unga tu hade funnit tycke för varandra och på uppehållet vid Vadstena slott orsakade de det så kallade Vadstenabullret. Förvecklingarna i samband med denna skandal ledde till att den nygifta Katarina tvangs stanna kvar i Sverige till början av 1561, innan avresan till Ostfriesland kunde äga rum. Katarina ingrep till Cecilias försvar då fadern ville konfiskera Cecilias smycken. Katarina och Edzard placerades i ett slags husarrest på Västerås slott. Katarina medlade och förhandlade med fadern, styvmodern Katarina Stenbock och brodern Erik för att få tillstånd att lämna landet och få sin svåger Johan frisläppt ur fängelset. På grund av hennes graviditet och förlossning och Gustav Vasas död, sköts hennes avresa upp ytterligare.

### Grevinna av Ostfriesland
Katarina anlände till Ostfriesland i april 1561. Hon var den av Gustav Vasas döttrar som till sättet mest ska ha liknat fadern. Hon tog med stor handlingskraft del i sin makes inrikespolitiska konflikter. Katarina tog ställning för lutherdomen mot kalvinismen i Ostfriesland. Hon utnyttjade de kontakter hon fick i Ostfriesland för sin släkts förmån. Bland annat hjälpte hon Karl med import- och exportaffärer och anskaffade fartyg åt den svenska krigsflottan i kriget mot Ryssland. 1564–65 undvek hon dock att hjälpa Erik XIV med de legotrupper han begärde, och svarade i stället på hans begäran med att kräva att Johan skulle friges och att Erik förtjänade att ställas inför rätta i Friesland för att ha fängslat brodern. 1574 fick hon i uppdrag att undersöka vilka äktenskapskontakter som vore lämpliga för sin bror Karl, och snart fick hon även samma uppdrag för sin syster Elisabets räkning.
Tillsammans med Edzard var hon engagerad i en långtgående konflikt med makens bror Johan, som stöddes av hennes svärmor Anna av Oldenburg. Konflikten gällde styret över Ostfriesland, som var uppdelat mellan bröderna, men som Edzard ville ha ensam. Konflikten hade också religiösa kännetecken eftersom Johan och Anna var kalvinister medan Edzard och Katarina var lutheraner. Katarina var Edzards aktiva samarbetspartner och stöd i denna konflikt. Hon utnyttjade från början sina släktkontakter för att hjälpa Edzard i hans konflikt med Johan: i detta fick hon ingen hjälp av Erik XIV, men däremot av Johan III. Hon gav Johan III i uppdrag att förhandla med Spanien för att avvärja fientligheter under kriget i Nederländerna och för att säkra Edzards position som ensam härskare. Katarina arbetade också för att genomdriva en succession av endast en enda härskare även i framtiden, och ville säkerställa att endast den äldste sonen skulle efterträda hennes make. Under brodern Karls besök i Ostfriesland medlade han 1577 mellan Katarina och Edzard och Johan och rådet i Emden, och deltog även i lantdagen i Aurich 1578. Samma år nåddes en förlikning där Johan säkrades rätten att styra tre län under sin livstid, varpå de skulle övergå till Katarinas son. Det avslutade dock inte konflikten.
Edzard blev 1591 ensam regent och kom då som lutheran i konflikt med den kalvinistiska hamnstaden Emden, och 1594 utbröt revolution i Emden. Katarina arbetade under denna med sin bror hertig Karl för att få hans hjälp och medling och bad honom medla med Emden och kejsaren för att kväsa upproret: han gav til slut rådet att hon skulle visa religiös tolerans. Karl uttryckte vid denna tid sin förvåning över att det ständigt var Katarina och inte Edzard som skötte alla förhandlingar.

### Länstagare

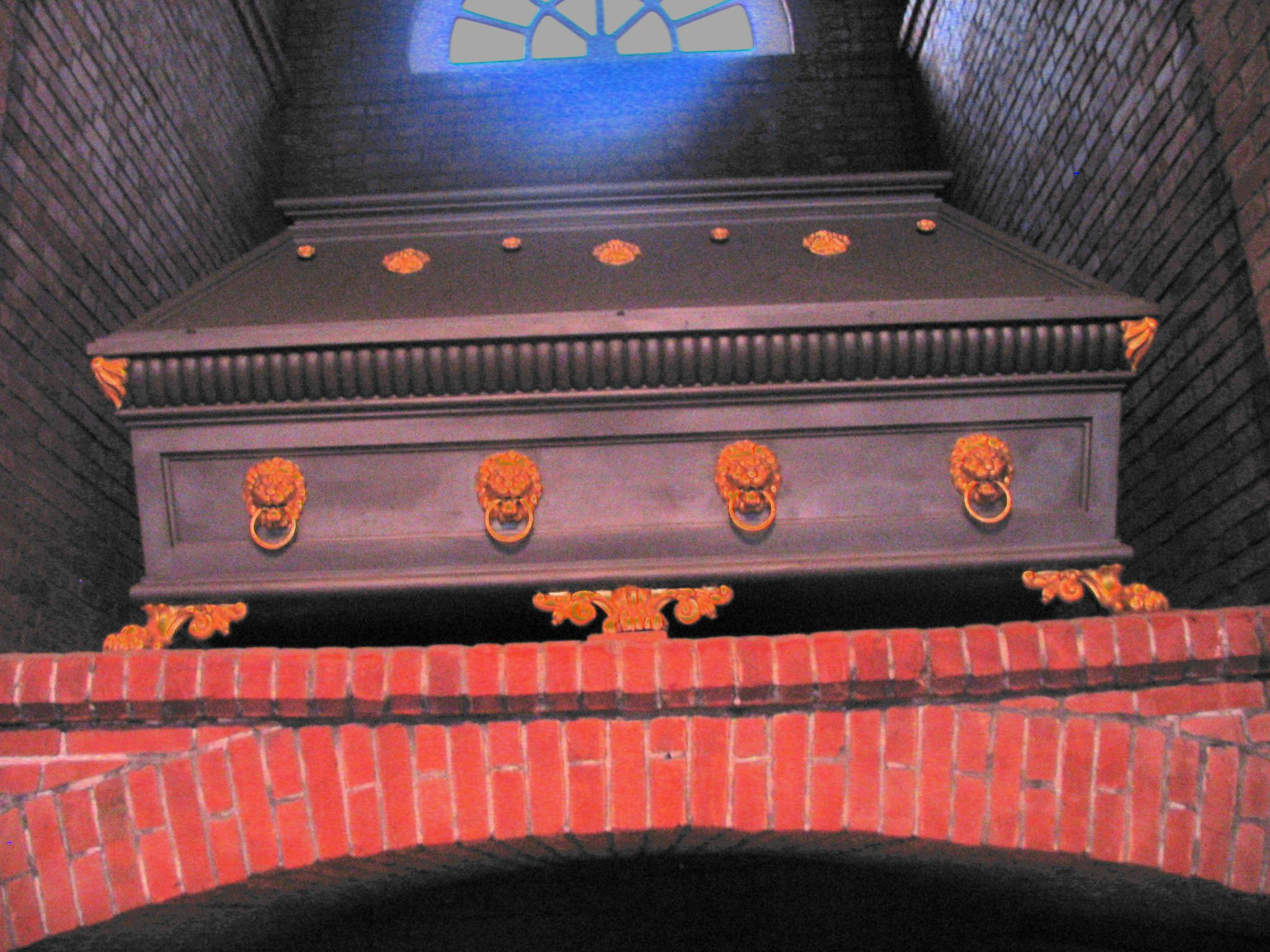
Katarinas grav Cirksenas mausoleum i Aurich, nuvarande Niedersachsen.

Efter makens bortgång 1599 bosatte sig Katarina på slottet Berum och styrde enväldigt Pewsum, Woquard Loquard, Campen och Neeuwarden inom grevskapet fram till sin egen död 1610. Dessa var hennes underhållslän som änka och menade som livgeding, men Katarina styrde dem i stället som en självständig monark och länstagare och ville inte underkasta sig sin son Enno III:s överhöghet. Enligt äktenskapskontraktet skulle invånarna i hennes änkeförläningar hylla henne som en "arvsherre" och svära henne sin trohet, något Katarina valde att tolka som att hon var en självständig regerande länstagare med autonom domsrätt och direkt underställd kejsaren snarare än sin son greve Enno III, och hon förvägrade sin son rätten att hyllas som överordnad härskare och driva in skatter i hennes förläning.
Detta utlöste en konflikt med hennes son som pågick olöst fram till hennes död. Enno III tycks aldrig ha lyckats vinna striden och mottog förebråelser för detta av sitt råd. Rådet framhöll att Katarina överträdde sina befogenheter och missbrukade sin rätt att som mor kräva hans lydnad och att Enno borde åsidosätta sin skyldighet att visa henne lydnad i egenskap av son och driva igenom sin vilja i egenskap av härskare. Enno III försvarade sin undfallenhet år 1609 med orden: 
"Därför att hon är kvinna, därför att hon är änka, redan går på sitt sjuttionde år, därför att hon är en konungs dotter och, vilken är den största grunden till visad pietet och vördnad mot henne, därför att hon är moder". Katarina besökte Wittenberg som änka för studier och samtal med teologer. Hon konsulterade också jurister i Wittenberg och skrev till kejsaren för att reda ut sina rättigheter som länstagare. Hon berömdes för sina kunskaper i teologi, skrev liksom sin syster Elisabet utläggningar kring bibelställen, författade en hyllningsdikt över Edzard vid hans död och tillägnades själv en avhandling av en luthersk teolog.

### Barn
I äktenskapet med Edzard föddes följande barn:
1. Margareta (22 november 1560–8 september 1588)
2. Anna (26 juni 1562–21 april 1621)
3. Enno III (30 september 1563–19 augusti 1625) (anfader till Viktoria I av Storbritannien)
4. Johan III av Rietberg (1566–29 september 1625)
5. Christoffer (1569–1636)
6. Edzard (ca 1571–1572)
7. Elisabet (ca 1572–1573)
8. Sofia (5 juni 1574–20 mars 1630)
9. Karl Otto (1577–28 februari 1603)
10. Maria (1 maj 1582–9 juli 1616)